# Weathersfield
Weathersfield ist eine Town im Windsor County des Bundesstaates Vermont in den Vereinigten Staaten mit 2842 Einwohnern (laut Volkszählung von 2020).

## Geografie

### Geografische Lage
Weathersfield liegt am westlichen Ufer des Connecticut Rivers in den östlichen Ausläufern der Green Mountains. Im Nordwesten liegt die Little Ascutney Wildlife Management Area mit dem 525 m hohen Little Ascutney Mountain. Im Westen ragt noch ein Teil der Hawks Mountain Wildlife Management Area auf das Gebiet der Town. An dessen westlicher Grenze verläuft der Black River in südlicher Richtung.

### Nachbargemeinden
Alle Entfernungen sind als Luftlinien zwischen den offiziellen Koordinaten der Orte aus der Volkszählung 2010 angegeben.
- Norden: West Windsor, 3,9 km
- Norden: Windsor,6,8  km
- Nordosten: Cornish, New Hampshire, 18,6 km
- Osten: Claremont, New Hampshire, 15,8 km
- Südosten: Charlestown, New Hampshire, 11,4 km
- Süden: Springfield, 3,7 km
- Südwesten: Chester, 17,3 km
- Westen: Baltimore, 9,3 km
- Westen: Cavendish, 13,7 km
- Nordwesten: Reading, 14,1 km

### Stadtgliederung
Die beiden Siedlungskerne sind Ascutney (vor 1927: Ascutneyville) und das ehemalige Village Perkinsville.

### Klima
Die Schneefälle zwischen Oktober und Mai liegen mit rund zwei Metern, davon mehr als 45 cm als Spitzenwert im Januar, etwa doppelt so hoch wie die mittlere Schneehöhe in den USA. Die tägliche Sonnenscheindauer liegt am unteren Rand des Wertespektrums der USA.

## Geschichte
Ausgerufen am 20. August 1761, als Teil der New Hampshire Grants, erwies sich das Land der Town rasch als besonders geeignet für die Landwirtschaft. Die ersten Siedler kamen aus Connecticut und brachten von dort den Namen des Ortes mit. Die erste Stadtversammlung wurde im März 1778 einberufen und ein Bürgermeister bestimmt. Eine Windpocken-Epidemie im Jahr 1791 forderte sieben Tote unter den Siedlern; eine weitere Epidemie traf den Ort 1813.
Im Flussbogen des Connecticut im nördlichen Bereich der Town hatte der spätere Botschafter der Vereinigten Staaten in Lissabon, William Jarvis, eine Schaffarm angelegt. Er war der Erste, der die in der Folge Vermont prägenden Merinoschafe aus Spanien importierte und hier weiden ließ: 4.000 Stück, von denen acht als persönliches Geschenk an Thomas Jefferson weitergingen. Eine 1835 errichtete vierstöckige Wollweberei brannte aber bereits im November 1839 nieder und wurde danach nicht wieder neu errichtet. Bis zum heutigen Tag ist in Weathersfield keine weitere Großindustrie ansässig geworden, das Gebiet ist rein landwirtschaftlich geprägt. Auch als die Bahn 1848 / 1849 den Ort erreichte, änderte sich daran nichts: Weathersfield nutzte die neuen Möglichkeiten lediglich für den verbesserten Verkauf von Schafen, Wolle und anderen landwirtschaftlichen Produkten.

### Religionen
In der Town existieren insgesamt drei Niederlassungen der United Church of Christ.

### Einwohnerentwicklung
| Volkszählungsergebnisse – Town of Weathersfield, Vermont | Volkszählungsergebnisse – Town of Weathersfield, Vermont | Volkszählungsergebnisse – Town of Weathersfield, Vermont | Volkszählungsergebnisse – Town of Weathersfield, Vermont | Volkszählungsergebnisse – Town of Weathersfield, Vermont | Volkszählungsergebnisse – Town of Weathersfield, Vermont | Volkszählungsergebnisse – Town of Weathersfield, Vermont | Volkszählungsergebnisse – Town of Weathersfield, Vermont | Volkszählungsergebnisse – Town of Weathersfield, Vermont | Volkszählungsergebnisse – Town of Weathersfield, Vermont | Volkszählungsergebnisse – Town of Weathersfield, Vermont |
| Jahr                                                     | 1700                                                     | 1710                                                     | 1720                                                     | 1730                                                     | 1740                                                     | 1750                                                     | 1760                                                     | 1770                                                     | 1780                                                     | 1790                                                     |
| -------------------------------------------------------- | -------------------------------------------------------- | -------------------------------------------------------- | -------------------------------------------------------- | -------------------------------------------------------- | -------------------------------------------------------- | -------------------------------------------------------- | -------------------------------------------------------- | -------------------------------------------------------- | -------------------------------------------------------- | -------------------------------------------------------- |
| Einwohner                                                |                                                          |                                                          |                                                          |                                                          |                                                          |                                                          |                                                          |                                                          |                                                          | 1146                                                     |
| Jahr                                                     | 1800                                                     | 1810                                                     | 1820                                                     | 1830                                                     | 1840                                                     | 1850                                                     | 1860                                                     | 1870                                                     | 1880                                                     | 1890                                                     |
| Einwohner                                                | 1944                                                     | 2115                                                     | 2301                                                     | 2213                                                     | 2002                                                     | 1327                                                     | 1765                                                     | 1557                                                     | 1354                                                     | 1174                                                     |
| Jahr                                                     | 1900                                                     | 1910                                                     | 1920                                                     | 1930                                                     | 1940                                                     | 1950                                                     | 1960                                                     | 1970                                                     | 1980                                                     | 1990                                                     |
| Einwohner                                                | 1089                                                     | 1092                                                     | 1087                                                     | 1156                                                     | 1075                                                     | 1288                                                     | 1254                                                     | 2040                                                     | 2534                                                     | 2674                                                     |
| Jahr                                                     | 2000                                                     | 2010                                                     | 2020                                                     | 2030                                                     | 2040                                                     | 2050                                                     | 2060                                                     | 2070                                                     | 2080                                                     | 2090                                                     |
| Einwohner                                                | 2788                                                     | 2825                                                     | 2842                                                     |                                                          |                                                          |                                                          |                                                          |                                                          |                                                          |                                                          |

## Wirtschaft und Infrastruktur

### Verkehr
Der nächste Flughafen, der Claremont Municipal Airport, liegt in 8,0 km Luftlinie südöstlich auf der anderen Seite des Connecticut Rivers. Die Interstate 91, parallel zum Fluss gelegen, und die Vermont State Route 131 im Norden der Town stellen die wichtigsten Straßenverbindungen dar. Ein Personenbahnhof existiert, trotz der Lage an der Bahnstrecke, nicht.

### Öffentliche Einrichtungen
Neben den üblichen städtischen Einrichtungen und einer öffentlichen Bibliothek verfügt Weathersfield über keine öffentlichen Einrichtungen. Das nächstgelegene Hospital befindet sich in Springfield.

### Bildung
Weathersfield gehört mit Hartland, West Windsor und Windsor zur Windsor Southeast Supervisory Union.
Die Weathersfield School bietet für 212 Schulkindern Klassen von Kindergarten bis zum achten Schuljahr an.